# 死魂曲2
《死魂曲2》為索尼電腦娛樂（SCE）開發的恐怖遊戲《死魂曲》之續篇。
2006年3月9日在由索尼電腦娛樂有限公司台北分公司（Sony Computer Entertainment Hong Kong，簡稱SCEH）發售日語發音中文字幕的繁體中文版。

## 與前作的不同之處
- 新敵人「屍靈」「闇人」「闇靈」「漁夫」登場。
- 可選擇難易度。（共有EASY、NORMAL、HARD等3種。首次進行遊戲時並沒有HARD模式，但若有前作的破關記錄便可在首次進行遊戲時選擇HARD）
- 增加視界截取的變化。（在擷取他人視界的狀態下移動、過去視、感應視）
- 追加警報功能。（敵人接近時會以警報聲告知）
- 可從蹲下狀態跑步。
- 可奪取敵人持有的武器。（但也有無法用登場人物奪取的武器）
- 未持有武器的狀態也可進行攻擊。（但幾乎所有的登場人物都無法打倒敵人，除少數自衛隊員角色如：三澤岳明與永井賴人可以徒手搏擊將敵人打倒。）
- 地圖上會顯示自己的位置。
- 同伴也會參加戰鬥。
- 提示豐富。（增加操作教學、關卡開始時的提示，以及顯示小目標）
- 可使用車輛移動。
- 追加選項設定。（提示開／關、字幕開／關、左右方向轉頭的調節等）
- 舞台為日本近海的虛構孤島夜見島（やみじま），取景地點為長崎縣的端島，又稱『軍艦島』。
- 有三個結局「完美結局（阿部 倉司）」、「好結局（一樹 守）」、「壞結局（永井 賴人）」

## 大綱
游戏舞台为日本近海的一个小岛“夜见岛”，29年前的一夜忽然响起了警报声，海水变成红色，一起大海啸发生了，一夜间所有居民无故消失，从此该岛便荒废无人烟。2005年的某日，一班人因为不同的原因而来到夜见岛。这时候，汽笛声从血红的大海中传来，离开了29年的“岛民”再次回到岛上……

## 登場人物
標有※，為可操控人物。

### 本作登場主要人物
- 一樹 守（いつき まもる） 男／20歲／雜誌編輯 ※

配音/演員：（齋藤工）
本作男主角
- 岸田 百合（きしだ ゆり）（演：高橋真唯） 女／18歲／無職
- 木船 郁子（きふね いくこ）（演：柳沢なな） 女／18歲／兼職 ※
- 永井 賴人（ながい よりと）（演：蝦名清一） 男／21歲／日本陸上自衛官（士長） ※
- 三沢 岳明（みさわ たけあき）（演：ピエール瀧） 男／38歲／日本陸上自衛官（三等陸佐） ※
- 喜代田 章子（きよた あきこ）（演：岬奈実） 女／29歲／占卜師 ※
- 阿部 倉司（あべ そうじ）（演：中村英司） 男／24歲／無業遊民 ※
- 藤田 茂（ふじた しげる）（演：村上久勝） 男／52歲／警官（巡査部長） ※
- 矢倉 市子（やぐら いちこ）（演：森林恵理奈） 女／14歲／中學生 ※
- 三上 脩（みかみ しゅう）（演：中泉英雄/幼少期：大久保拓真） 男／33歲（4歲）／作家 ※
- 小司（Tsukasa of Jilldoll） 雌／1歲／導盲犬
- 加奈江（かなえ）（演：高橋真唯） 女／18歲／無職 ※
- 太田 常雄（おおた つねお）（演：諏訪部仁） 男／60歲／網元
- 太田 ともえ（おおた ともえ）（演：山田麻衣子） 女／24歲／無職
- 三上 隆平（みかみ りゅうへい）（演：內野智） 男／40歲／考古學家
- 多河 柳子（たがわ りゅうこ）（演：高橋真唯） 女／18歲／飲食店店員
- 沖田 宏（おきた ひろし）（演：笠兼三） 男／31歲／日本陸上自衛官（二等陸曹）
- 江戶 屍仁（えど しじん）（演：江戸清仁） 男／年齡不明／漁師

### 隱藏人物
- 一藤 二孝（いちふじ にたか）（演：藤沢孝史） 男／39歲／日本陸上自衛官（一等陸佐） ※
- 鍋島 揉子（なべじま もみこ）（演：渡邊智美） 女／37歳／職業不明

### 死魂曲人物
- 須田 恭也（すだ きょうや） 男／16歲／高校生  ※（一樹守，永井賴人全通闗之後出現）

配音/演員：篠田光亮
收到的不明訊息產生興趣，因此來到羽生蛇村，之後發生很多奇怪事情。
最後為了實踐與神代美耶子的諾言，選擇留在羽生蛇村殲滅屍人。
因為夜見島亦出現屍人/闇人，所以突然在夜見島殲滅屍人/闇人。
- 四方田 春海（よもだ はるみ） 女／10歲／小學生（三澤岳明 回憶出現）

配音/演員：小南千明
死魂曲中能夠返回現實世界的人，之後被二年前的三澤岳明所獲救。

## 登場敵人
- 屍人
- 闇人
- 闇靈
- 漁夫
- 墮慧兒
- 模仿體
- 母胎
- 分裂體

## 外部連結
- 死魂曲2公式官網 （页面存档备份，存于）（日語）
- 三上脩官方網站（虛擬人物）（繁體中文）